# Nalebinding

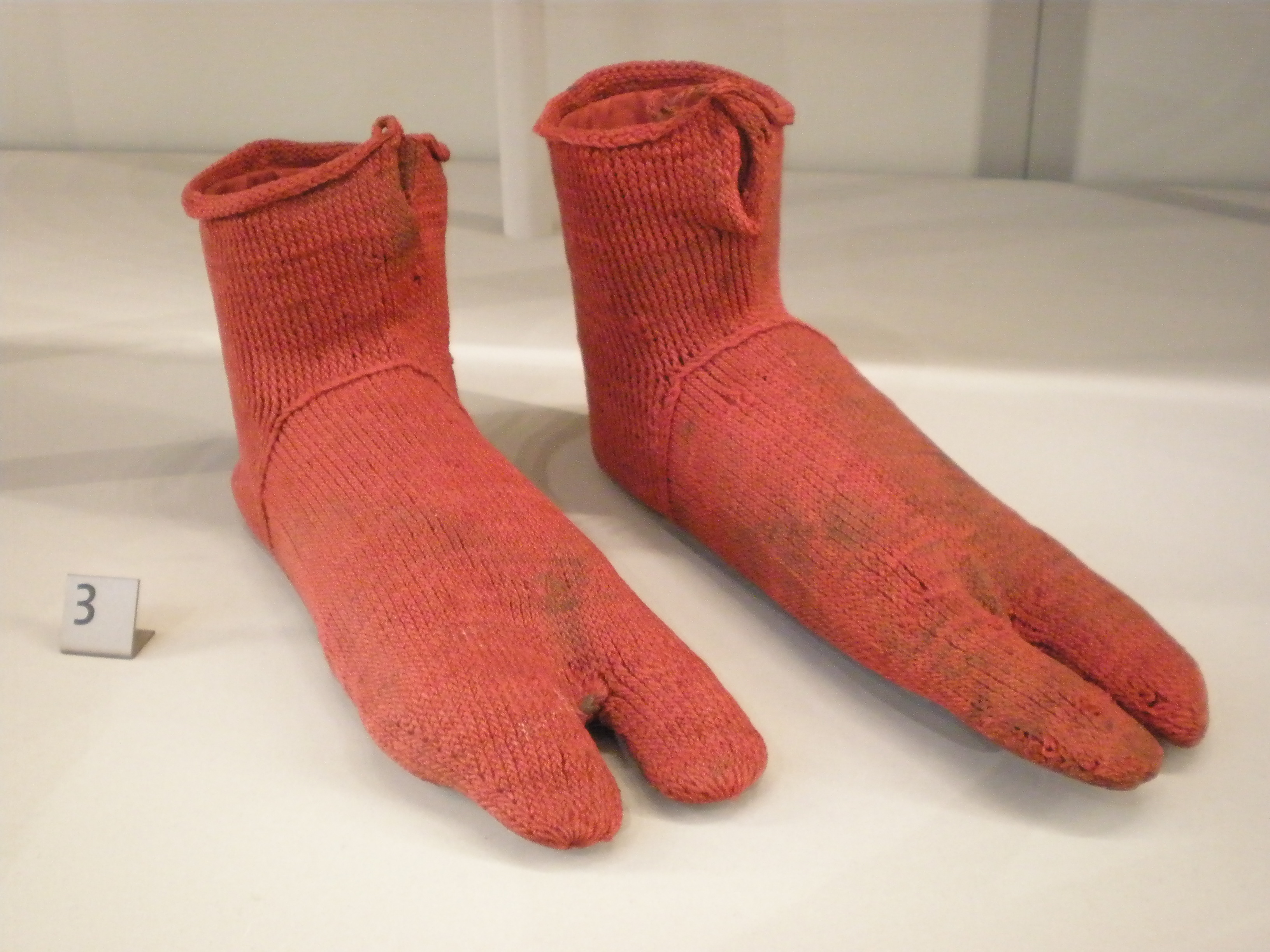
Chaussettes en nalebinding (Égypte, 300-500 apr. J.-C.).

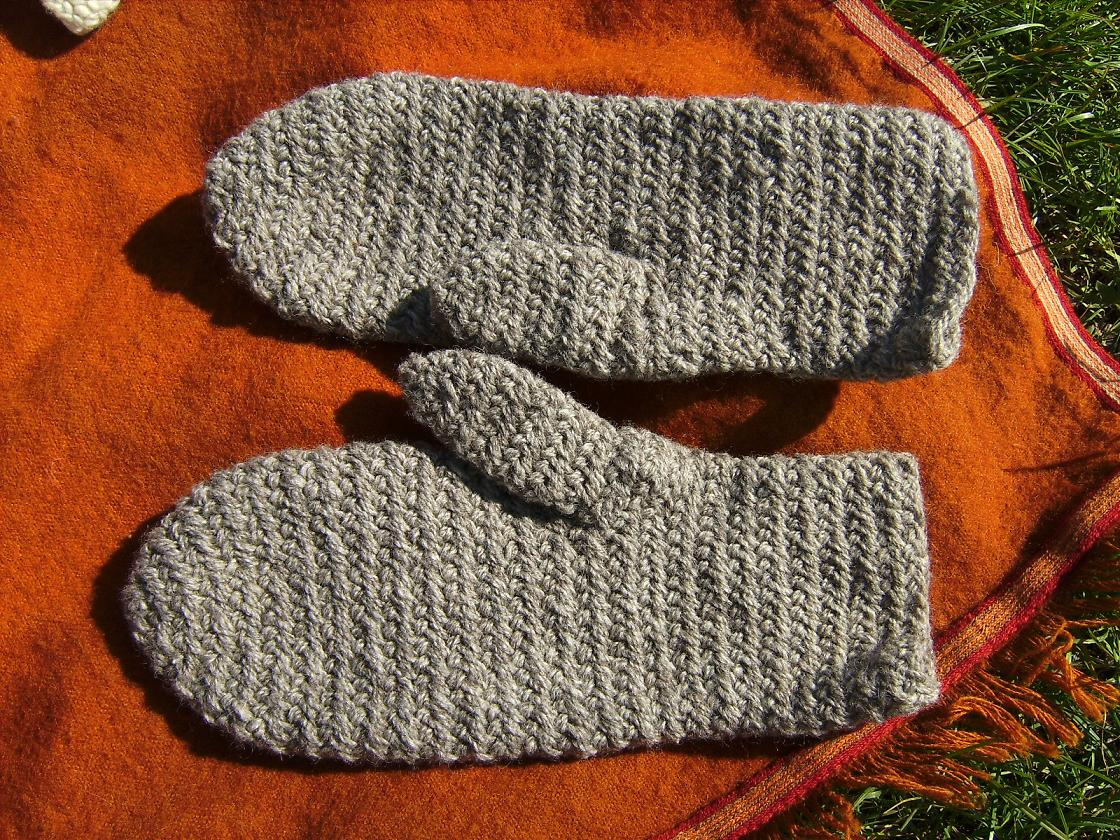
Moufles faite en nalebinding.

Le Nalebinding (en danois : littéralement "lier avec une aiguille", aussi orthographié naalbinding, nålbinding, nålbindning ou naalebinding) est une technique de création de textile ancêtre du tricot et du crochet.
En anglais, le nalebinding se traduit par " knotless netting ", " knotless knitting"  ou " single needle knitting ". Cette technique est différente du crochet : elle implique de passer toute la longueur du fil travaillé dans chaque boucle, contrairement au crochet qui permet de former des boucles sans qu'il y ait de bout libre. Le nalebinding diffère également du tricot car il implique que les boucles soient formées au fur et à mesure du travail, contrairement au tricot qui nécessite le travail d'une rangée de mailles sur une aiguille. Les pièces archéologiques de nalebinding sont cependant difficiles à distinguer des pièces de tricot. 
Le nalebinding est toujours utilisé pour faire des bracelets par des femmes de la tribu Nanti, un groupe d'indigènes de la région de Camisea, au Pérou. Le nalebinding est encore populaire dans les pays scandinaves et dans les Balkans.

## Histoire
Les plus vieux échantillons de nalebinding retrouvés sont la paire de chaussettes-sandales colorées des Coptes d’Égypte (IVe siècle) ainsi que des bonnets et des châles des cultures Paracas et Nazca au Pérou, datant de -300 à 300,.
Historiquement, les aiguilles étaient faites dans du bois, du bois de cerf ou de l'os. Les aiguilles actuellement utilisées peuvent être également en plastique.
Le nalebinding fonctionne avec des petites longueurs de fil, les spécialistes en ont déduit que la technique est ancienne puisque les fils produits de manière artisanale sont relativement petits. Le terme "nalebinding" a été introduit dans les années 1970. Le nalebinding est une technique qui précède d'environ 1000 ans le tricot et de 1500 ans le crochet. Plusieurs échantillons archéologiques ont été confondus avec du tricot lorsqu'ils sont faits au point copte. Généralement, un historien spécialiste du textile devra regarder attentivement le chemin du fil lui-même pour faire la différence entre nalebinding et tricot. Cela est possible en connaissant la structure du textile créé par ces deux techniques et en identifiant les échantillons à l'une ou l'autre. C'est également possible en regardant la fréquence des jointures sur le fil. 
Le nalebinding était utilisé pendant la période viking (environ 793-1066 de notre ère) en Scandinavie, avant que le crochet et le tricot ne soient connus, et il permettait de créer des vêtements résistants.
Une des pièces historiques connues est la chaussette de Coppergate, retrouvée pendant une excavation dans la région de Coppergate, à York. Cette chaussette en laine a été créée avec une technique alors inédite en Angleterre, elle avait une forme de chausson et devait couvrir le pied entier.
Le nalebinding a été utilisé dans le nord de l'Europe jusque dans les années 1950. Avec les changements dus à l'industrie textile, son usage a progressivement décliné et il est presque disparu. Il a par la suite retrouvé de la popularité parmi les historiens spécialisés dans le textile, les archéologues, les artisans et les reconstituteurs historiques. Aujourd'hui, le nålebinding est considéré comme exotique mais est bien ancré dans la tradition de l'artisanat. Par exemple, les membres de la Society for Creative Anachronism l'utilisent pour faire des protections de tête à glisser sous leurs armures.

## Technique
Le nalebinding donne un textile élastique en utilisant des petites longueurs de fils et une aiguille avec un chas unique.
Une aiguille plate est suffisante pour créer des textiles avec la méthode de nalebinding basique. Une boucle est formée, et l'aiguille passe à travers cette boucle, entrainant le fil à sa suite qui sera laissé relativement lâche afin de former une nouvelle boucle. l'opération se répète jusqu'à former une chaine. Il est possible, à la fin du rang, de tourner l'ouvrage et chaque boucle passe à la fois dans ses voisines mais également dans une boucle du rang précédent. L'ouvrage peut également être avancé sans faire de faire demi-tour, formant ainsi des cercles et des tubes nécessaires aux chaussettes, aux mitaines et aux bonnets.
Les boucles de nalebinding se forment sur un doigt (généralement le pouce), ou contre celui-ci. Cette technique ne nécessite pas de finition spéciale, puisque les rangs ne peuvent pas se défaire.
Comme pour les autres techniques d'aiguille, s'initier au nalebinding nécessite d'apprendre à lire des schémas : il utilise des codes qui décrivent les étapes pour produire les différents types de points.  Ces codes sont une combinaison de "passer dessus" et "passer dessous" (en anglais "go Over" et "go Under"), avec le nombre de fois que l'action doit être répétée. Par exemple, O/UO, UO/UOO, UOO/UUOO, OO/UUO, OOO/UUUO, et OOOOOO/UUUUUUO sont des schémas de nalebinding, "U" signifiant "passer dessous" et "O", "passer dessus".
Le degré de complexité des techniques varie en fonction des formes de nalebinding, il existe 1024 types de points différents. Grâce à eux, il est possible de créer une grande variété de motifs et de textures, et de jouer sur l'élasticité et la densité des points de l'ouvrage. Généralement, la largeur des points est déterminée par la largeur des doigts de la personne qui travaille.
Généralement, les ouvrages sont réalisés avec de la laine filée, car les techniques utilisées pour joindre les rangs les uns aux autres sont une technique de feutrage. Idéalement, le nalebinding se fait donc avec de la laine pure. Cependant, quelques techniques utilisent d'autres types de fibres.
La "chaussette de Coppergate" a été commencée par le pouce de pied et a été travaillée en rangs circulaires. À partir d'une boucle initiale, une spirale a été formée, s'agrandissant progressivement en attrapant le centre des boucles du rang précédent pour y rattacher le rang suivant. Cette technique a donné un tissu lourd, épais et élastique. Aucun bout de fil n'est visible, des jointures ont été faites sur le fil ou les bouts de laine ont été intégrés au tissu. La forme a été finie par une boucle supplémentaire, ou par une boucle laissée plus basse, hors d'une rangée. le talon a été tourné sur lui-même pour prendre sa forme caractéristique.

## Caractéristiques
Contrairement au tricot, le nalebinding nécessite le passage de la totalité de la longueur de fil dans les boucles travaillées. Il faut donc utiliser des petites longueurs de fil, raccordées les unes aux autres au fur et à mesure pour créer le tissu.
Le nalebinding est souvent qualifié de plus difficile et plus lent que le tricot. Ce n'est pas nécessairement vrai, des points simples comme les points d'Oslo, de Mammen (en) et de Brodén sont simples a réaliser. Les points de nalebinding sont un peu plus longs à réaliser que ceux du tricot, mais un ouvrage en nalebinding est généralement plus rapide à réaliser car chaque rang de nalebinding (pour les techniques les plus simples) est aussi haut que 2 ou 3 rangs au tricot. Le nalebinding force moins que le tricot sur les épaules, le dos et les mains, et il produit un tissu plus durable et plus dense.
Une autre erreur courante est de croire que le nalebinding est supérieur au tricot, car il requiert plus de savoir-faire. Le nalebinding est facile à apprendre et à maitriser, si les instructions sont clairement données même les techniques les plus complexes peuvent être apprises par des novices (bien qu'il soit recommandé d'avoir un peu de pratique). Le nalebinding et le tricot créent des textiles différents, fins et souples comme épais et raides, selon la méthode utilisée. Il est également erroné de dire que le tricot est supérieur au nalebinding ou l'inverse.

## Quelques liens et livres utiles pour apprendre le nalebinding
Liens et livres anglophones :
- 'A Beginner's Guide to Naalbinding' - by Erika Thomenius.
- 'Nalbinding Made Easy' - by Sigrid Briansdotter.
- 'Nalbinding: The Asle Mitten Stitch' - by Sigrid Briansdotter.
- 'Nalbinding, The Easiest, Clearest Ever Guide' - by Nusse Mellgren.
- 'New Age Looping: A Handbook for Fiber Artists' - by Donna Kallner.
- 'Turning Heels: A Look at Structures in Naalbinding' - by Erika Thomenius.
- 'Nalbinding - What in the world is that ?' - by Ulrike Claen-Buttner.
- Bernhard's Nadelbinden
- Historic Crafts - Nalbinding how-to
- Dilettante - Basic Nalbinding part 1: Oslo Stitch

Liens francophones :
- Tutoriels de Perline la tisserande
- Le point d'Oslo par Borglinde
- Des chaussettes en Nalbinding par la Compagnie de la Branche Rouge